# محيا (اسم)
محيا هو اسم علم مذكر من أصل عربي، ومعناه هو من الفعل حيا، والمعنى الوجه؛ قيل سمي بذلك لأنه يخص بالذكر عند التسليم، والمحيا الباقي لأن الحياة تظهر على المرء من وجهه.

## شخصيات تحمل الاسم
- محيا السلمي (لاعب كرة قدم سعودي، 13 أكتوبر 1995 – )

## وصلات خارجية
- موسوعة السلطان قابوس لأسماء العرب